# Uajtroki
Uajtroki (ang. White Rocks) – rasa kur. Została ona sprowadzona do Polski w 1960 roku. Ma białe upierzenie i żółte nogi. Szybko rośnie, ma silne umięśnienie. W ciągu roku kura składa 120–160 jaj. Kura waży 3,6 kg, a kogut 5,4.